# Adrián Marín Lugo
Adrián Marín Lugo (Monterrey, 13 maggio 1994) è un calciatore messicano, centrocampista svincolato.

## Carriera
Ha giocato nella massima serie dei campionati messicano e costaricano.